# 温特埃格
温特埃格是德国巴伐利亚州的一个市镇。总面积23.69平方公里，总人口1387人，其中男性703人，女性684人（2011年12月31日），人口密度59人/平方公里。